# Orisaari (ö i Finland, Norra Karelen, Joensuu)
Orisaari är en ö i Finland. Den ligger i sjön Höytiäinen och i kommunen Polvijärvi i den ekonomiska regionen  Joensuu ekonomiska region  och landskapet Norra Karelen, i den sydöstra delen av landet, 400 km nordost om huvudstaden Helsingfors. Öns area är 3,1 hektar och dess största längd är 430 meter i sydöst-nordvästlig riktning.